# NSTスーパー競馬
『NSTスーパー競馬』（エヌエスティースーパーけいば）は、新潟総合テレビ（NST）が制作・放送していた競馬中継番組。

## 概要
新潟競馬場の中央競馬裏開催時（春季および変則開催時の秋）に放送されていた。原則は日曜日の放送だが、新潟放送での中継が無いときには土曜日にも放送された。また、スペシャル版を年に数回放送していた（サブタイトルは「とことん春競馬を楽しもう!」など）。
それまで新潟競馬場の日曜日開催分のテレビ中継は、フジテレビ系列の中継でありながら、スポンサーのJRAの都合により、1983年10月にNSTがFNS/FNNのフルネットになってからも、JNN（TBS系列）の新潟放送が中継していた。しかし、同競馬場のリニューアルが実施された2001年以降は、NSTが中継するようになった。
なお、日曜競馬中継（フジテレビ制作の『スーパー競馬』）が、新潟放送からNSTに移ったのは2000年1月であるが、この年は施設改修に伴って新潟開催が無かったので、『NSTスーパー競馬』の放送はスペシャル版のみであった。また、7月の『FNSの日』放送時など『スーパー競馬』が休止になる時には、新潟放送が代わって関東独立U局制作の『中央競馬ワイド中継』の15時台を放送する場合がある（関連としてワンダフル競馬参照）。
新潟競馬場以外の場所での開催時、および新潟開催でも主場扱いとなる7 - 9月の分は、『スーパー競馬』をフジテレビからのネット受け形式で放送。NST独自版の番組タイトル・スタイル・テロップもこれに倣ったものであった。しかし、ネット番組は2008年に『みんなのケイバ』に改められたため、NSTも新番組『NSTみんなのKEIBA』にリニューアル。新潟開催3か月分のうち自社制作の期間は春の1か月のみであり、夏の2か月は前述の通りにネット番組となる。

## 出演者
- 解説　佐藤寿恭（ - 2006年）、片野昌一（勝馬）、星政彦（競馬エイト）
- 実況　鈴木秀喜、田中良幸、梅中悠介
- 司会　斉藤修、村山恵美
- ゲスト 井崎脩五郎（スペシャル版および土曜放映時のみ）

井崎脩五郎が出演しない日曜日には、本人の写真パネルを代わりに用意し、本人によるレース予想を掲示していた。

## 備考
裏開催時の番組オープニングは、フジテレビ版『スーパー競馬』のオープニングにNSTの文字を後付したものを使用していた。レースタイトルはフジテレビと同一のもの、出演者テロップはフジテレビ版に準拠していたが、アニメーションが無いものを使用していた。BGMは独自のものを使用していたが、司会者挨拶時にはかつてフジテレビでGI時に使用していたBGMを、レース結果には2005年3月までフジテレビで使われていた曲を流用していた。
土曜放送時（年1回程度）には、テレビ東京およびKBS京都の映像を使用していたが、テレビ東京側では例年社杯の青葉賞による特別内容を放送する日と重なり、NSTの映像を用いた新潟のレースはカットされることがあった（本馬場入場など、GI風に構成されるため）。
2005年の新潟大賞典の放送は、『BSフジ競馬中継』でも行われた。